# Kayser
I Kayser sono un gruppo thrash metal svedese nato nel giugno 2004 quando Spice (ex-Spiritual Beggars), Mattias Svensson, Bob Ruben e Fredrik Fennander decisero di unire le forze, loro descrivono il loro suond come un mix tra Black Sabbath, Megadeth e Slayer.

## Storia
Dopo aver firmato per la Scarlet Records, nel gennaio 2005 il gruppo entra nei Caesar Studios (Soilwork, The Defaced e altri) per registrare il primo LP Kaiserhof che verrà pubblicato in giugno, in autunno però Finnander lascia i Kayser e viene sostituito da Jokke Peterson.
Nel febbraio 2006 entrano nuovamente nei Caesar Studios studio per registrare il secondo album dal titolo Frame The World...Hang It On The Wall con il produttore Richard Larsson, pubblicato il 16 ottobre 2006.
Il 4 luglio esce un EP intitolato The Good Citizen contenente 3 nuove canzoni: 2 destinate a comparire anche nel secondo LP ("Lost in the Mud" e "Fall") e una registrata appositamente per l'EP dal titolo "Propaganda", in più comparivano anche "Good Citizen" l'unico singolo estratto dal primo album con relativo video.
Ad agosto Ewil Sandin entra nella band in sostituzione di Anders Wenander.

## Formazione

### Formazione attuale
- Spice - voce (ex-Spiritual Beggars, The Mushroom River Band, Aeon)
- Mattias Svensson - chitarra elettrica (The Defaced)
- Bob Ruben - batteria e percussioni (The Mushroom River Band, Claustrophobia, Comfort Mind, Milou, Androgyne, Moody Alan)
- Ewil Sandin - basso
- Jokke Pettersson - chitarra

### Ex componenti
- Mattias Nilsson - chitarra (ex-Soilwork)
- Anders Wenander - basso (The Awesome Machine)
- Fredrik Finnander - chitarra (Jack of All Trades, ex-Rise and Shine, All The Way, Aeon)

## Discografia

### Album in studio
- 2005 - Kaiserhof
- 2006 - Frame The World...Hang It On The Wall

### EP
- 2006 - Good Citizen